# Salapia

Salapia (au Moyen Âge Salpia puis Salpi) est une ville antique de Daunie, en Italie méridionale. Elle est située à quelques kilomètres de l'actuelle commune de Trinitapoli, dans la province de Barletta-Andria-Trani, dans la région des Pouilles.

## Historique
Salapia doit son nom aux marais salants, très nombreux dans la région la région.
C'est probablement l’Elpia citée par Strabon, qui aurait été fondée sur la côte au Xe siècle av. J.-C. par des Liburniens, et la Salapia vetus dont parle Vitruve. Hannibal Barca la prit et y résida après la bataille de Cannes, puis Marcellus la reprit.
Vers le Ier siècle av. J.-C., la lagune ayant été infectée par le paludisme, la ville fut transférée dans les terres sur un emplacement plus sain : c'est la Salapia romaine. 
La ville fut érigée en évêché en 314. Après avoir connu une phase florissante du XIe au XIIIe siècle, la ville déclina à la fin du Moyen Âge, et finit par disparaître quand son évêché fut supprimé en 1547, et son territoire uni à celui de l'archidiocèse de Trani.

## Sites archéologiques
- Le site de Salapia vetus a été identifié près de Torretta dei Monaci grâce à l'archéologie aérienne, et fouillé à partir de 1967. Il s'agit du Salapia vetus, cité dans diverses sources littéraires, mais dont la localisation incertaine a finalement été identifiée.
- Le site de Salapia se trouve à quelques kilomètres au nord-ouest de Trinitapoli.